# كرايغ مارتن
كرايغ مارتن (15 يوليو 1957 بنياجارا فولز في كندا - ) هو مدرب كرة قدم ولاعب كرة قدم كندي في مركز الدفاع، شارك في الألعاب الأولمبية الصيفية 1984. وشارك مع منتخب كندا لكرة القدم. أما مع النوادي، فقد لعب مع هاميلتون ستيلرز ‏.

## وصلات خارجية
- كرايغ مارتن على موقع ناشيونال فوتبول تيمز (الإنجليزية)
- كرايغ مارتن على موقع اللجنة الأولمبية الدولية (الإنجليزية)
- كرايغ مارتن على موقع أوليمبيديا (الإنجليزية)
- كرايغ مارتن على موقع اللجنة الأولمبية الكندية (الإنجليزية)